# Vasile Jula
Vasile Jula est un footballeur roumain né le 13 décembre 1974 à Dej.

## Carrière
- 1994-95 : Universitatea Cluj-Napoca  Roumanie
- 1995-96 : Universitatea Cluj-Napoca  Roumanie
- 1996-97 : Universitatea Cluj-Napoca  Roumanie
- 1997-98 : Universitatea Cluj-Napoca  Roumanie
- 1998-99 : Universitatea Cluj-Napoca  Roumanie
- 1999-00 : Gloria Bistrița  Roumanie
- 2000-01 : Gloria Bistrița  Roumanie
- 2001-02 : Gloria Bistrița  Roumanie
- 2002-03 : Gloria Bistrița  Roumanie
- 2003-04 : Gloria Bistrița  Roumanie
- 2004-05 : CFR 1907 Cluj  Roumanie
- 2005-06 : CFR 1907 Cluj  Roumanie
- 2006-07 : CFR 1907 Cluj  Roumanie
- 2007-08 : Dacia Mioveni  Roumanie